# Alex Ruoff
Alexander Marc Ruoff (Hamilton, Ohio, 29 d'agost de 1986) és un jugador de bàsquet nord-americà. Amb els seus 1,98 metres d'alçada, juga en la posició d'escorta.

## Carrera esportiva
Ruoff es va formar a la Universitat West Virginia, on va deixar per a la història el rècord de més triples anotats en un partit (9 davant Radford) i en triples totals aconseguits (261). L'any 2009 fa el salt a Europa per jugar a la lliga belga, al fitxar pel Belgacom Liège Basket, on es proclama campió de la Supercopa i subcampió de lliga. La temporada següent va canviar d'equip però no de lliga, passant a defensar la samarreta del Okapi Aalstar durant dues temporades. En la seva primera temporada aquí, torna a quedar subcampió de lliga.
L'any 2012 torna als Estats Units per jugar a la D-League. S'hi estarà gairebé una temporada, on jugarà fins al març al Canton Charge i un mes més al Iowa Energy, abans de tornar en el mes d'abril a l'Okapi Aalstar belga. La temporada 2013-14 passa a defensar els colors del BG 74 Göttingen de la lliga alemanya, equip en el qual va aconseguir la temporada 2014-15 uns notables 14,8 punts, 4,1 rebotes i 5,1 assistències per partit, a més de proclamar-se campió de la ProA.
La temporada 2015-16 va estrenar-se com a jugador de la lliga ACB en el Bilbao Basket, i després d'un any al BG Göttigen alemany, la temporada 2017-18 fitxa pel Club Joventut Badalona per un any. Després de no jugar ni un sol minut amb els verd-i-negres per lesió, va tonar a la lliga alemanya en acabar la temporada per jugar amb el Mitteldeutscher. En el mes de setembre, abans de començar la competició, se'n va tornar a Virgínia per recuperar-se de la lesió que encara arrosegava, ja que el procés de recuperació a Alemanya no anava com estava previst, sent substituït per Lee Moore.